# Биржа ставок
Биржа ставок — альтернативный букмекерской конторе вариант заключения пари на спортивные и другие события. Биржа ставок, в отличие от букмекерской конторы, лишь предоставляет платформу для заключения пари, само же пари заключаются между игроками, а не между игроком и биржей. Сама же биржа получает доход, беря комиссию с прибыли выигравших участников пари. Таким образом, биржа ставок не рискует своими деньгами.

## Преимущества биржи ставок
- Отсутствие так называемой маржи.
- Отсутствие искусственных ограничений по максимуму ставки и выигрыша.
- Возможность для игрока формировать коэффициенты самостоятельно.
- Большое количество бирж для выбора оптимальной по условиям ставок.

## Недостатки биржи ставок
- Хорошие коэффициенты только на популярные события
- Формирование линии запаздывает
- Более сложный для пользователя сайт

## Популярные биржи ставок
- Betfair
- Betdaq
- Betliner
- Matchbook
- SMarkets
- Si14bet

## Биржи ставок в России
Биржи ставок запрещены в России и крупнейшая биржа Betfair была заблокирована провайдерами на территории РФ.